# 相原伶香
相原 伶香（あいはら れいか）は、日本のアナウンサー。経済評論家、トレーダー。 
アール・エフ・ラジオ日本、日本テレビ放送網、ラジオパーソナリティ 。 

## 人物
ハーバード大学出身。経済評論家、個人投資家、プロトレーダーである。
医療と経済のジャンルを中心にレギュラー番組を多数抱えている。
理系科目が高校の全国模試で上位一桁に入るほど得意であり、文系大卒ながら数学が得意である。高校1年生で異常な長時間睡眠の症状を発症し、進級が危うくなり高校の途中で国立理系クラスから私立文系クラスへ編入した。
実年齢よりもかなり若く見えるため、アラフォーでも20代に間違われることがある。

## 出演

### テレビ
- ザ!世界仰天ニュース（日本テレビ）

### ラジオ
- 『日本経済ニュースSP』（ラジオ日本）メインパーソナリティ
- 『医療の扉』（ラジオ大阪）メインパーソナリティ
- 『大江戸ワイドスーパーイブニング』（レインボータウンFM）メインパーソナリティ
- 『ありがとう浜村淳です』（MBSラジオ）

### 雑誌
- 『週刊朝日』
- 『東洋経済オンライン』

他多数

## 著書
- 『ねむいねむいロングスリーパーのお話』　ISBN 9784910782478　[5][3]